# Matsuri
Matsuri (Festival) er religiøse fester og handlinger i Japan. Ordet kan bruges til alt fra selv de simpleste ting til store lokale eller statslige besøg. Ordet matsuri er oftest brugt om store fester, hvor guderne efter nedstigning fra himlen i form af gudefigurer eller symboler bliver transporteret fra helligdommen ud i lokalområdet og derefter tilbage til helligdommen.
Et af de skrifter der kommer nærmest på at være et helligt skrift er Norito, som er en samling bønner benyttet ved forskellige ritualer, ofringer og renselser. De fire grundlæggende ritualer er bøn, ofring, renselse og fest (matsuri), hvor matsurien er det mest komplekse ritual med både bøn, ofring og renselse.